# Pierre Victor Duséré
Pierre Victor Duséré est un homme politique français né le 20 juillet 1780 à Léren (Pyrénées-Atlantiques) et décédé le 24 juin 1847 à Bayonne (Pyrénées-Atlantiques).

## Biographie
Président du tribunal civil de Bayonne, il est député des Landes de 1833 à 1835, siégeant dans la majorité soutenant les ministères de la Monarchie de Juillet. 

## Sources
- « Pierre Victor Duséré », dans Adolphe Robert et Gaston Cougny, Dictionnaire des parlementaires français, Edgar Bourloton, 1889-1891 [détail de l’édition]